# Cry, the Beloved Country
Cry, the Beloved Country é um filme de drama de 1952 dirigido por Zoltán Korda, baseado no romance homônimo de Alan Paton e estrelado por Sidney Poitier, Canada Lee e Charles Carson.
Esse romance teria outra adaptação para o cinema em 1995, dirigido por Darrell Roodt.